# Међупршљенски диск
Међупршљенски диск, интервертебрални диск, међупршљенска фиброзна хрскавица (лат-disci intervertebrales) је посебан облик зглобне фиброзне хрскавице која се налази између суседних пршљенова у кичменом стубу. Међупршљенски диск је при свакодневним активностима кичмењака, изложен дејству великих сила, и има задатак да кичменом стубу побољша усклађеност односа зглобних површина, спречи механичка оштећења коштаних и нервних структура и омогући благе и безболне покрете пршљенова. Заједно са лигаментима кичменог стуба, међупршљенски дискови чини јединствену целину.

## Грађа
Међупршљенски дискови чине четвртину дужине кичменог стуба, има их укупно 33 и налазе се између, два суседна пршљена почев првог вратног, изузев пршљена атласа, који због покретања главе има нешто другојачију везу са аксисом (другим вратним пршљеном), па све до тртице. Дискови се најчешће означавају навођењем одређених пршљенова које они раздвајају.
| Назив     | Број пршљенова | Број дискова | Скраћеница |
| --------- | -------------- | ------------ | ---------- |
| Вратни    | 7              | 7            |            |
| Грудни    | 12             | 12           |            |
| Слабински | 5-6            | 5-6          |            |
| Седални   | 5              | 5            |            |
| Тртични   | 3-4            | 3-4          | -          |

Дискови се међусобно разликују у облику, величини и дебљини, у различитим деловима кичменог стуба. Њихов облика и величине одговара површине тела пршљенова између којих се налази, осим у цервикалном региону, где су нешто мањи од одговарајућих пршљенова. У дебљина не разликују се само у различитим регионима кичме, већ и у различитим деловима исте групе. Тако су дебљи напред него позади у вратном и слабинском региону, и на тај начин допринесу предњој конвекцији ових делова кичме, док су скоро једнаке дебљине у грудног региону, а предња конкавност овог дела кичме је готово у потпуности због облика тела пршљенова.
Дискови не поседују сопствене крвне судове и зато су зависни од дифузије потребних хранљиве материја из околних структура кичме. Хрскавичави спојеви на њиховим крајевима држе дискове на њиховом месту.
Међупршљенски дискови су фибрознохрскавичави јастучићи који се састоје од два дела: фиброзног прстена (лат-Nucleus fibrosus) који даје чврстину и желатинозног језгра (лат-Nucleus pulposus).
Фиброзни прстен је јака радијална растегљива хрскавица, чија је структура састављена од ламела, концентричних листова колагених влакана повезана на крајевима за кичмене пршљенове. Листови су оријентисани под различитим угловима. У средини фиброзног прстена налази се језгро диска, које он обухвата са свих страна. 
Иако су оба дела диска састоје од воде, колагена и протеогликена (ПГС), количина течности (вода и ПГС) је значајно већа у језгру (нуклеусу). ПГС молекули су важни јер привлаче и задржавају воду. Језгро се састоји од хидратисаног гела који се противи компресији. Количина воде у језгру варира током дана у зависности од активности.

## Физиологија
Међупршљенски дискови су фибрознохрскавичави јастучићи који служе као заштита кичме, њених пршљенова, кичмене мождине, живаца и других структура кичме од прекомерног покретања, (проширења, сабијања и савијања). Налазећи се у „сендвичу“ између два пршљена, они спречавају трење између њих и служе за упијање свих „шокова“ и притиска у кичми који се јављају при шетању, трчању или подизању терета. 
Лигаменти кичме повезују пршљенове и дају структуралну стабилност кичменом стубу, и уједно држе међупршљенске дискове у правилном положају. 
Појединачни покрети у кичменом стубу, су могући захваљујући дисковима и еластичности његовог језгра, али су истовремено и веома ограничени јер на тај начин штите кичму од прекомерног савијања - али и поред тога они омогућавају њено нормално кретање, када се међусобно удруже покрети неколико међупршљенских дискова.

## Патофизиологија могућих промена у диску
Како хрскавица међупршљенског диска нема сопствене крвне судове, њена еластичност јој омогућава да упија (зглобну) течност, из које користи разне хранљиве материје, које учествују у обнављању покиданих влакана, које хондроцити претходно разграђују и избацују из хрскавице. 
Када говоримо о разлозима оштећења међупршљенског диска, на првом месту је појачано механичко оптерећење, кичменог стуба које доводи до стварања пукотина и кидања фиброзног прстена диска. Повреда, бављење спортом, претерана телесна тежина, урођене и стечене деформације коштанозглобног система (због неједнаког оптерећења међупршљенског диска), вибрације на радном месту, болест итд. ако делују довољно снажно и дуго да организам није у стању да их обнови, остављају трајне пукотине у диску, које се касније претварају у хернијације и везивно ожиљно ткиво. 
Као други разлог наводи се старење међупршљенског диска. Хрскавица старењем губи одређену количину воде, што смањује њену чврстину и еластичност, а организам није у стању да врши њено обнављање како је то могао у младости, што прогресивно води појави артроза. 
Такође недовољна активност неповољно утиче на хрскавицу међупршљенског диска, јер у току неактивности изостаје промена притиска и стално усисавање и испуштање воде, што ремети размену материја и правилну исхрану и функционисање хрскавице. Према томе ако се кичме стуб дуже време на креће хрскавица диска изумире због изостајања њене употребе.

## Болести диска

##### Дискус хернија
Дискус хернија која је један од главних етиолошких фактора појаве ишијаса, узрокована је изласком желатинозног језгра, након оштећења фиброзног прстена међупршљенског диска у суседни простор. Хернијација диска настаје најчешће након повреда, или због дегенеративних оштећења диска као последица болести. Симптоми поремећаја могу бити различитог интензитета, почев од лакшег степена изазваног компресијом због деформације прстена диска (без пуцања прстена), па преко протрузије све до потпуног пролапс желатинозног садржаја диска и херанијације (код расцепа фиброузног прстена) (види слику). Продор ове масе у међупршљенски простор, врши пре свега притисак на коренове спиналних живаца што ремети њихову функцију и изазива јаке (ишијадичне болове). 
Али није само хернијација језгра узрок тегоба (због директне компресије нервног корена на унутрашњост зида коштаног кичменог канала), већ и хемијског надражаја, јер желатинозна маса диска садржи у себи материје киселинског састава, које хемијски иритирају (хијалуронска киселина), нерв и изазивају његово запаљење. У оба случаја, нападнути нерв, компресијом и иритацијом изазваним запаљењем, често својом реакцијом доводи до утрнулости удова, узнемирености, несанице, и слабости мишића.

##### чворови
Schmorl-ови чворови су мале избочине на међупршљенском диску, које проминирају у коштано ткиво, тела ослабљеног пршљена. Они могу да настану због директне повреде кичме, дегенерације диска, или аутоимуних поремећаја, које доводе до промена и деформација у пршљенском диску. У већини случајева, Schmorl-ови чворови су безболни, али их могу пратити јаки болови и укоченост. Око чвора могу настати и запаљењски процеси, нарочито код тежих повреда кичменог стуба.
Schmorl-ови чворови се најчешће срећу у одраслих особа изнад 50 година старости, јер ткиво међупршљенског диска има тенденцију да се разједа и слаби са годинама; због остеопорозе, остеоартритис, неких врста реуматоидног артритиса, и других болести које повећавају ризик дегенерације диска. Ослабљени дискови су врло склони повредама, па зато и мањи пад или нагли окрет тела, може да изазове хернијацију диска. Код младих људи чворови настају најчешће након веће повреде кичме током спортских активности, саобраћајне несреће или тешког пада.

##### Болести вратног и лумбалног диска
Дегенерација диска је честа појава код старије популације али се може јавити и код млађих људи. Није у потпуности јасно зашто настају али се сматра да постоји врло јака веза са наследним факторима. Осим старења и наслеђа значајну улогу игра и физичко оптерећење диска које најчешће настаје у положају наглог померања врата, сагињања и дизања терета те приликом наглих ротационих покрета. Када дегенеративне промене изазову оштећења на диску, настаје акутни бол у леђима и вратном делу кичме (који може бити праћен и главобољом) и који нелечен прелази у хронично болно стање. Болови се најчешће шире, код промена у вратном делу кичме у предео главе, рамени појас и горње удове а код промена у подручју слабинског и седалног дела кичме у доње делове леђа, кук, препоне и наниже низ ноге све до стопала. Не може се са сигурношћу тврдити који обим покрета изазива оштећење диска и зато је настанак болног синдрома повезан са индивидуалним карактеристикама болесника.